# Michał Podlaski
Michał Podlaski (ur. 13 maja 1988 w Wołominie) – polski kolarz szosowy. Medalista mistrzostw Polski.
Podlaski na szczeblu zawodowym reprezentował wyłącznie polskie grupy, kolejno: Aktio Group Mostostal Puławy (2010), Bank BGŻ Team (2012–2013), Verva ActiveJet Pro Cycling Team (2014–2016), Voster Uniwheels Team (2017–2018), Wibatech Merx 7R (2019) i Mazowsze Serce Polski (sezon 2020).

## Osiągnięcia
Opracowano na podstawie:

2013
- 1. miejsce w górskich szosowych mistrzostwach Polski

2014
- 3. miejsce w mistrzostwach Polski (start wspólny)
- 3. miejsce w górskich szosowych mistrzostwach Polski

2016
- 3. miejsce w Pucharze Uzdrowisk Karpackich
- 3. miejsce w górskich szosowych mistrzostwach Polski

2018
- 1. miejsce w klasyfikacji górskiej Szlakiem Walk Majora Hubala
- 1. miejsce w klasyfikacji górskiej Wyścigu Solidarności i Olimpijczyków
- 2. miejsce w Pucharze Uzdrowisk Karpackich

2019
- 3. miejsce w Koronie Kocich Gór
- 1. miejsce w górskich szosowych mistrzostwach Polski

## Rankingi
| Rok             | 2009  | 2010 | 2011 | 2012 | 2013 | 2014 | 2015 | 2016  | 2017  | 2018  | 2019  | 2020  | 2021  |
| --------------- | ----- | ---- | ---- | ---- | ---- | ---- | ---- | ----- | ----- | ----- | ----- | ----- | ----- |
| World Ranking   |       |      |      |      |      |      |      | 1408. | 1253. | 1262. | 1101. | 1565. | 1988. |
| UCI Europe Tour | 1184. | -    | -    | -    | 751. | 564. | 578. | 948.  | 817.  | 779.  | 780.  | 1165. | 1346. |
|                 |       |      |      |      |      |      |      |       |       |       |       |       |       |
| Źródło: UCI     |       |      |      |      |      |      |      |       |       |       |       |       |       |